# Виноградная филлоксера
Виноградная филлоксера (лат. Dactylosphaera vitifoliae) — вид насекомых из семейства Phylloxeridae.

## Описание
Вредитель винограда. Мелкие насекомые длиной около 1 мм. Питаются на корнях растения. Исходная область распространения — Северная Америка. В конце XIX века филлоксера была завезена в Европу, где её появление нанесло серьёзный ущерб виноградарству, поскольку европейские сорта винограда не были устойчивы к вредителю. Распространение филлоксеры в Европе в XIX веке имело характер катастрофической эпифитотии (см. Гибель французских виноградников от филлоксеры).
Борьбой с ней уже тогда занялись и в России. На современных виноградниках европейских сортов для борьбы с виноградной филлоксерой применяются такие инсектициды, как гексахлорбутадиен (ГХБД) и эмульсия сероуглерода.
Кроме того, в районах распространения филлоксеры европейско-азиатские сорта винограда прививают на филлоксероустойчивый подвой американского происхождения.

## Распространение
Хотя родина виноградной филлоксеры — Северная Америка, вместе с растениями этот вид был интродуцирован во многие страны Азии, Европы, Африки, Южной Америки, в Австралию и Новую Зеландию. В конце XIX века впервые обнаружены на Крымском полуострове. Сейчас встречаются в Ростовской области, в Ставропольском и Краснодарском краях России, на Кавказе, в Молдавии и на Украине.

## Таксономия
Виноградная филлоксера фигурирует в научной и прикладной литературе под несколькими разными названиями-синонимами:
- Dactylosphaera vitifoliae (Fitch, 1851)
- Dactylosphaera vitifolii (Börner, 1908)
- Daktulosphaira vitifoliae (Fitch, 1851)
- Pemphigus vitifoliae Fitch, 1851
- Peritymbia vastatrix (Planchon, 1868)
- Peritymbia vitifoliae (Fitch, 1851)
- Peritymbia vitifolii Börner, 1908
- Phylloxera vastatrix (Planchon, 1868)
- Phylloxera visitana Moreira, 1925
- Phylloxera vitifoliae (Fitch, 1851)
- Rhizaphis vastatrix Planchon, 1868
- Viteus vitifoliae (Fitch, 1851)
- Viteus vitifolii (Börner, 1908)
- Xerampelus vastatrix (Planchon, 1868)